# Dennis Palmer
Dennis James Palmer (* 13. Oktober 1957 in Chattanooga, Tennessee; † 15. Februar 2013 ebenda) war ein US-amerikanischer Jazz- und Improvisationsmusiker (Synthesizer und Live-Elektronik).
Palmer bildete mit Bob Stagner 1986 das Improvisationsduo The Shaking Ray Levis, mit dem er in den 1990er Jahren zwei Alben für das britische Label Incus Records einspielte, (einmal erweitert zum Quartett mit Steve Beresford und Roger Turner). Im Duo mit Stagner arbeitete er u. a. mit Derek Bailey (Live at Lamar's), Eugene Chadbourne, Tom Cora, Fred Frith, Tony Oxley, Gino Robair, John Zorn und Shelley Hirsch. Palmer nahm auch im Trio mit Amy Denio und Derek Bailey auf. Palmer betätigte sich außerdem als Bildender Künstler und gründete mit Stagner in Chattanooga (Tennessee) die gemeinnützige Organisation Shaking Ray Levi Society.

## Diskographische Hinweise
- Shaking Ray Levis: False Prophets Or Dang Good Guessers (Incus Records, 1992)
- Shaking Ray Levis: Boss Witch (Shaking Ray Records, 1997, mit J. D. Parran, Steve Beresford)
- Beresford / Palmer / Stagner / Turner: Short in the U.K. (Incus Records, 1996)
- David Greenberger and The Shaking Ray Levis: Mayor of the Tennessee River (Pel Pel Recordings, 2003)
- Derek Bailey, Amy Denio & Dennis Palmer: The Gospel Record (Shaking Ray Records, 2005)
- Killick Erik Hinds / Dennis Palmer / Bob Stagner: A.S.A.P. Wings (Solponticello, 2007)